# Badschil
Badschil (باجل) est une ville du Yemen dans le gouvernorat d'al-Hodeïda.
En 2003, le district dont Badschil est le centre avait une population de 169 884 habitants.